# Ischnochiton (Ischnochiton) macleani
Ischnochiton (Ischnochiton) macleani is een keverslakkensoort uit de familie van de Ischnochitonidae. De wetenschappelijke naam van de soort is voor het eerst geldig gepubliceerd in 1978 door Ferreira.